# Гедес (Јужна Дакота)
Гедес (енгл. Geddes) град је у америчкој савезној држави Јужна Дакота.

## Демографија
По попису из 2010. године број становника је 208, што је 44 (-17,5%) становника мање него 2000. године.
| Група             | 2000.       | 2010.       |
| Белци             | 247 (98,0%) | 200 (96,2%) |
| Афроамериканци    | 0 (0,0%)    | 0 (0,0%)    |
| Азијати           | 1 (0,4%)    | 1 (0,5%)    |
| Хиспаноамериканци | 2 (0,8%)    | 2 (1,0%)    |
| Укупно            | 252         | 208         |